# Rheintalische Volkszeitung
Die Rheintalische Volkszeitung ist eine regionale, ehemals katholische Schweizer Tageszeitung in Berneck (früher Altstätten). Sie erscheint im Anzeigen- und Zeitungsverbund des St. Galler Tagblatts.

## Auflage
Die Zeitung zählte 1890 2'657 Abonnenten, 2008 belief sich die WEMF-beglaubigte Auflage auf 6'212 Exemplare. Heute (2020) beträgt sie noch 3'822 (Vj. 3'771) verkaufte (und verbreitete) Exemplare. Rheintalische Volkszeitung und Rheintaler kommen zusammen bei einer Gesamtauflage von 12'010 verkauften/verbreiteten Exemplaren auf eine Reichweite von 27'000 (Vj. 26'000) Lesern (WEMF MACH Basic 2018-II).

Erste Nummer des Allgemeinen Anzeigers, des Vorgängers der Rheintalischen Volkszeitung

Jeweils freitags erscheint zusammen mit dem Rheintaler die Grossauflage Der Rheintaler Weekend mit einer verbreiteten Auflage von 34'122 Exemplaren. Zusätzlich zur Verteilung an die Abonnenten wird das A auch in die Briefkästen der Nichtabonnenten aus der Region verteilt.

## Geschichte
Der Ursprung der Rheintalischen Volkszeitung geht auf das Jahr 1855 zurück. Damals erschien in Altstätten seit dem 7. Juli 1855 (nach Probenummern seit dem 23. Juni 1855) der Allgemeine Anzeiger für die Bezirke Unter- und Oberrheintal, Werdenberg und Sargans, ein vom Buchdrucker Rudolf Unteregger gegründetes unpolitisches kleines Anzeigeblatt. 1864 wurde der Name verkürzt in Rheintalischer Allgemeiner Anzeiger, eine Bezeichnung, die nach der Umbenennung in den heutigen Namen Rheintalische Volkszeitung und dem gleichzeitigen Übergang zum grösseren Format am 16. April 1904 noch bis am 20. März 1986 als Untertitel verwendet wurde.
1872 erwarb eine Gruppe von vier Mitgliedern der Katholisch-Konservativen Partei Altstätten – Kantonsrat Johann Baptist Rist-Bucher, Bezirksammann Johannes Segmüller, Gemeindeammann und Kantonsrat Johannes Schneider und Musiklehrer Jakob Thür – die Buchdruckerei Unteregger. Die Gruppe bildete ein Konsortium von 35 Männern, das das Eigentums- und Verlagsrecht des Rheintalischen Allgemeinen Anzeigers übernahm. Aus Rücksicht auf die damalige vorherrschende katholische Zeitung des Kantons, den St. Galler Wahrheitsfreund (später umbenannt in Die Ostschweiz), warteten die Initianten aber bis zum 1. Januar 1893, um ihr Vorhaben einer katholischen Zeitung für die Region umzusetzen.
Ab 1884 erschien die Zeitung zweimal wöchentlich, ab 1900 dreimal, ab 1910 viermal, ab 1959 fünfmal und ab 1. November 1976 sechsmal.

Ausgabe der Rheintalischen Volkszeitung aus dem Jahr 1905

Die Rheintalische Volkszeitung kämpfte Anfang des 20. Jahrhunderts insbesondere für die Einführung des Proporzwahlrechts auf kantonaler und nationaler Ebene, das schliesslich nach etlichen Ablehnungen vom Stimmvolk angenommen wurde.
1947 wurde die seit 1925 bestehende Genossenschaft der Buchdruckerei der Rheintalischen Volkszeitung in die Buch- und Offsetdruck «Rheintalische Volkszeitung» AG umgewandelt. 1997 wurde die Firma in RVA Druck und Medien AG umbenannt.
Am 21. März 1986 wurde die orange Farbe auf der Frontseite eingeführt, gleichzeitig entfiel der Untertitel «Rheintalischer Allgemeiner Anzeiger». Am 1. Februar 1990 erfolgte ein Redesign der Zeitung mit dem Übergang vom Fraktur- zum heutigen Zeitungskopf.
Nachdem die Rheintalische Volkszeitung zum wiederholten Male in eine bedrohliche wirtschaftliche Lage geraten war, entschloss sie sich 2011 zur faktischen Fusion mit dem früheren freisinnigen Kontrahenten Der Rheintaler. Dazu gründeten die beiden Verlage, die RDV Rheintaler Druckerei und Verlag AG und die RVA Druck und Medien AG, eine gemeinsame Verlagsgesellschaft für die beiden Zeitungen im St. Galler Rheintal, die Rheintal Verlag AG, an der die RDV AG eine Mehrheit von 82 % hielt. Der lokale Text- und Anzeigenteil ist seither in beiden Zeitungen identisch. Die überregionalen Seiten bezog die Rheintalische Volkszeitung vorerst weiterhin vom Bündner Tagblatt (davor bis zu ihrem Eingehen 1998 von der Ostschweiz), der Rheintaler vom St. Galler Tagblatt.
Der Vertrag mit der Herausgeberin des Bündner Tagblatts, der Südostschweiz Medien AG (heute Somedia AG), wurde nach seinem Ablauf Ende 2013 nicht erneuert. Die überregionalen Teile werden seit 2014 wie beim Rheintaler ebenfalls vom St. Galler Tagblatt übernommen, wobei die Rheintalische Volkszeitung nur einzelne Mantelseiten übernimmt, der Rheintaler dagegen die kompletten ersten beiden Bunde. Die RVA Druck und Medien AG wurde mit der RDV Rheintaler Druckerei und Verlag AG und der Rheintal Verlag AG zur Rheintal Medien AG fusioniert und aufgelöst. Die Rheintal Medien AG wurde auf Anfang 2019 zu Galledia Group AG umfirmiert.

## Chefredaktoren

Ausgabe der Rheintalischen Volkszeitung aus dem Jahr 1954

Bis 1899 wurde der Rheintalische Allgemeine Anzeiger im Nebenamt von Kammerer Karl Josef Thüringer, Pfarrer Leo Benz, Gerichtspräsident Johann Städler, Nationalrat Carl Zurburg und Kanonikus Franz Xaver Wetzel betreut. Danach wirkten hauptamtliche Redaktoren:
- 1898–1900 Emil Buomberger[9]
- 1900–1902 Karl Dux (Gemeindeammann)
- 1902–1927 Josef Schöbi (Bezirksammann)[10]
- 1927–1929 Sebastian Regli
- 1929–1952 Joseph Keel-Kathriner[11]
- 1952–1982 Eugen Rohner
- 1982–1990 Christoph Mattle
- 1990–1994 Thomas Schwizer
- 1994–2001 Pius Schärli
- 2001–2013 René Jann